# Damstersingel

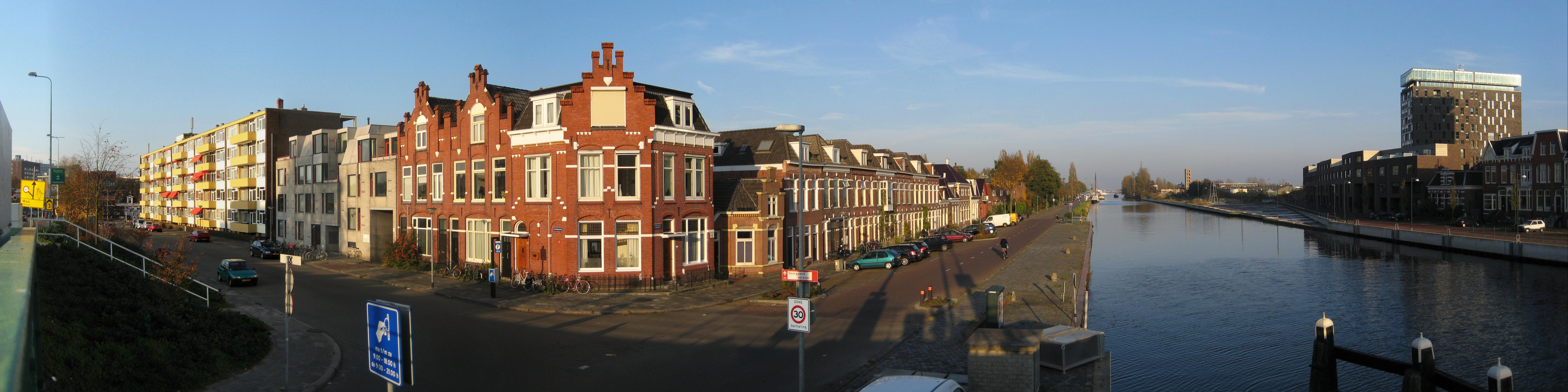
De Damstersingel (links) en het Eemskanaal NZ (midden) in 2011.

De Damstersingel is een straat in de stad Groningen. De straatnaam verwijst naar het Damsterdiep, dat in de stad gedempt is. De Damstersingel loopt van het Damsterdiep naar het Eemskanaal Noordzijde.
Aweg ·
Bedumerweg ·
Damstersingel .
Eemskanaal Noordzijde .
Herman Colleniusstraat .
Holtstek .
Korreweg .
Kraneweg .
Petrus Campersingel ·
Westersingel ·